# Grand Prix automobile de Belgique 1955
GP précédent GP suivant
Le Grand Prix de Belgique 1955 (XVIIe Grand Prix de Belgique / XVII Grote Prijs van Belgie), disputé sur le circuit de Spa-Francorchamps le 5 juin 1955, est la quarante-cinquième épreuve du championnat du monde de Formule 1 courue depuis 1950 et la quatrième manche du championnat 1955.

## Contexte avant le Grand Prix

### Le championnat du monde
La saison 1955 de Formule 1 est la seconde à se dérouler sous l'égide de la réglementation 2,5 litres (moteur 2 500 cm3 atmosphérique ou 750 cm3 suralimenté, carburant libre). Cette saison qui promettait un affrontement équilibré entre les équipes Mercedes et Lancia et de leurs champions respectifs Juan Manuel Fangio (titré en 1951 et 1954) et Alberto Ascari (titré en 1952 et 1953) a hélas tourné au drame avec la disparition de ce dernier le 30 mai lors d'essais d'un prototype sur la piste de Monza. Le printemps a également été fatal au grand pilote américain Bill Vukovich, accidenté lors des 500 miles d'Indianapolis qu'il était en passe de remporter pour la troisième fois consécutive, ainsi qu'à son compatriote Manny Ayulo, mortellement accidenté lors des essais qualificatifs de cette même course.
La perte d'Ascari est un coup dur pour Lancia, et la marque italienne, qui connait en outre des difficultés financières, a décidé de renoncer à la compétition. Grâce à sa victoire surprise à Grand Prix automobile de Monaco 1955, où la plupart des favoris avaient abandonné, le pilote Ferrari Maurice Trintignant est en tête du championnat du monde avec un point d'avance sur Fangio, vainqueur de l'épreuve d'ouverture en Argentine.

### Le circuit

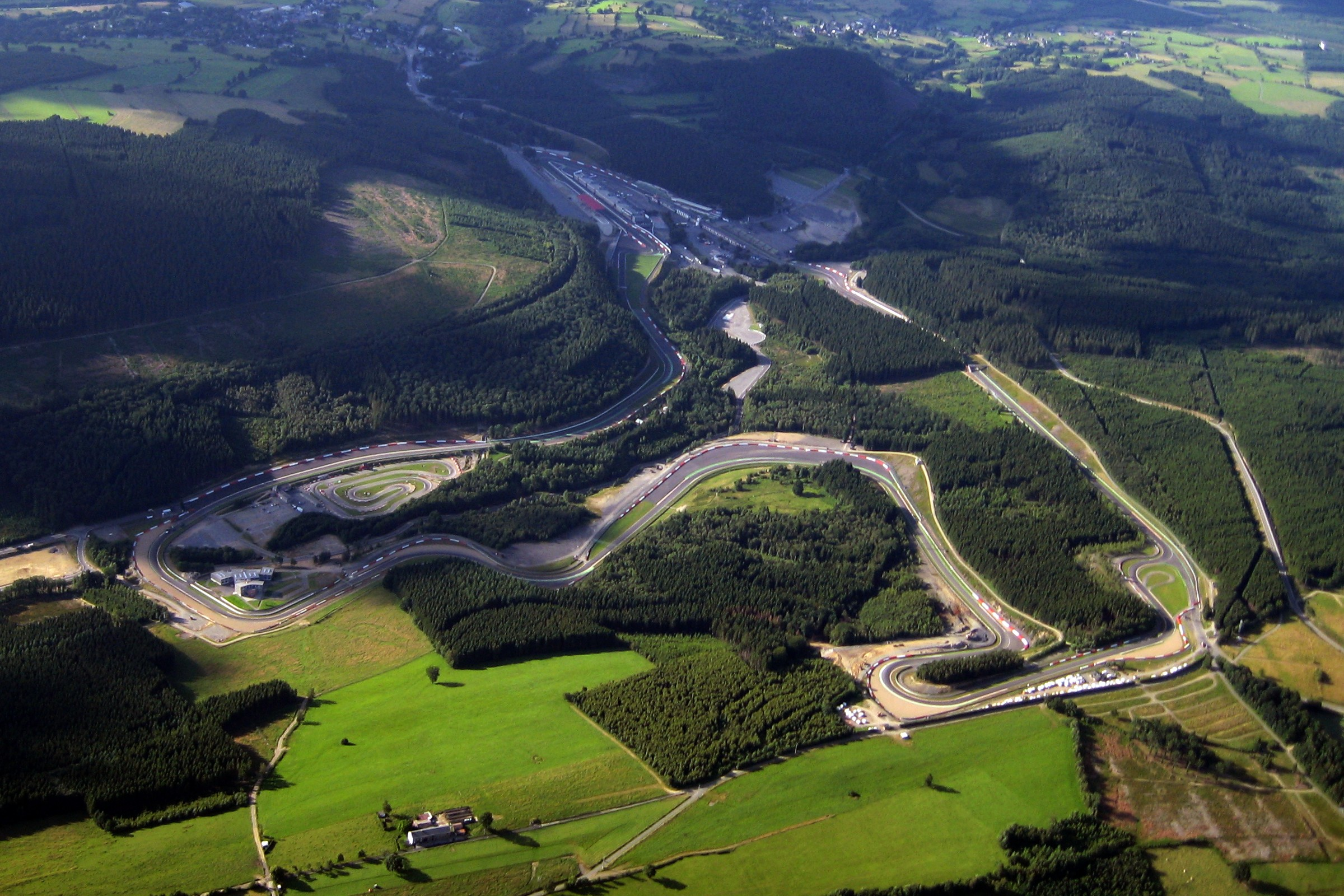
Vue de 2008 du circuit permanent, empruntant une partie du tracé initial (au fond, le virage de la Source).

Tracé routier extrêmement rapide, bénéficiant d'un excellent revêtement, le circuit de Spa-Francorchamps emprunte le réseau routier des Hautes Fagnes, au sud de Liège. C'est en 1924 qu'y eut lieu la première compétition automobile. Le record de la piste a été établi en 1951 par Juan Manuel Fangio au volant de son Alfa Romeo Alfetta, à près de 194 km/h de moyenne.

## Monoplaces en lice
- Mercedes-Benz W196 "Usine"

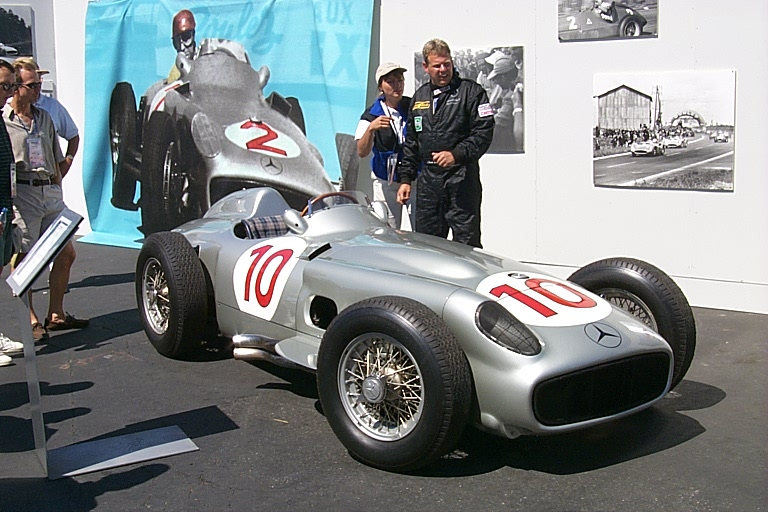
La Mercedes W196 de Fangio lors d'une manifestation historique.

Quatre W196 à carrosserie ouverte ont été engagées par l'usine, deux à empattement moyen (2210 mm), deux à empattement long (2350 mm). Juan Manuel Fangio préfère la version longue pour ce circuit, alors que Stirling Moss choisit la version plus courte. Karl Kling a fait le même choix que Fangio alors que la quatrième voiture sert ici de mulet, en l'absence d'Hans Herrmann qui s'est blessé lors des essais du Grand Prix de Monaco. Le moteur à huit cylindres en ligne de la W196, alimenté par injection directe et à distribution desmodromique, développe 290 chevaux à 8500 tr/min. La boîte de vitesses ZF est à cinq rapports, le freinage est assuré par de gros tambours, montés "inboard". Le poids à vide est de 690 kg, soit environ 750 kg en ordre de marche (avec lubrifiant, liquide de refroidissement, et quelques litres de carburant).
- Ferrari 555 "Usine"

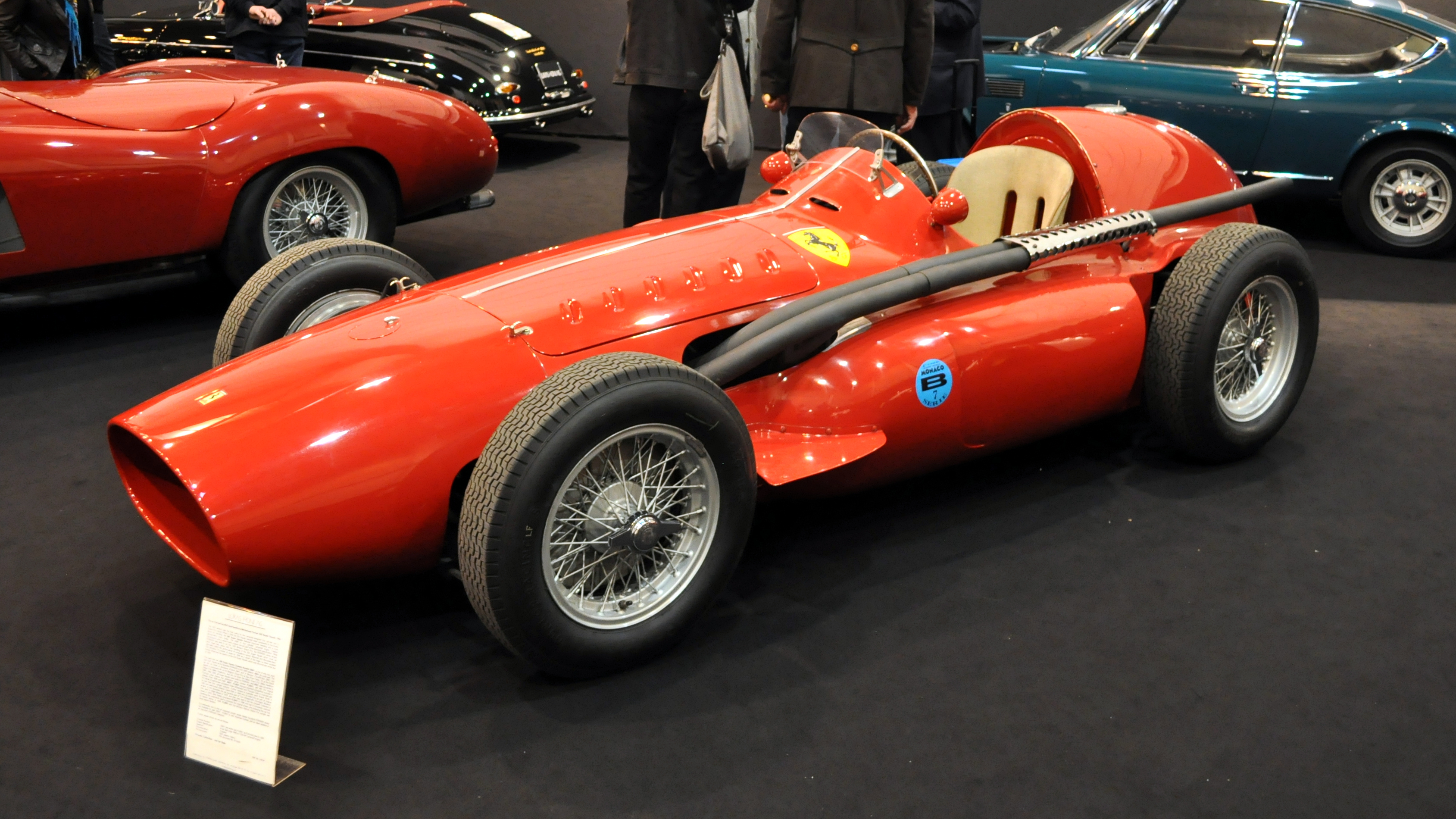
La Ferrari 555 Supersqualo

La Scuderia Ferrari dispose de trois 555 Supersqualo, dérivées de la 553 de la saison passée, et d'un ancien modèle 625 servant de mulet. Ces voitures disposent d'un moteur à quatre cylindres en ligne, développant environ 250 chevaux à 7500 tr/min, et pèsent environ 625 kg. Les trois 555 sont confiées à Giuseppe Farina, Maurice Trintignant et Paul Frère, ce dernier prenant la place de l'Américain Harry Schell dont la piètre prestation à Monaco a mécontenté Enzo Ferrari. Le vétéran italien Piero Taruffi, qui était également engagé, n'est pas présent à Francorchamps.
- Maserati 250F "Usine"

Comme à Monaco, l'usine a engagé quatre 250F pour Jean Behra, Roberto Mieres, Luigi Musso et le jeune Cesare Perdisa, récemment intégré à l'équipe. La 250F est équipée d'un moteur six cylindres en ligne développant près de 250 chevaux à 7200 tr/min, la voiture pesant 620 kg. Deux 250F privées sont également présentes, Louis Rosier pilotant sa propre voiture, tandis que Stirling Moss a confié la sienne à Johnny Claes.
- Lancia D50 "Usine"

La Scuderia Lancia avait initialement engagé trois D50 pour Alberto Ascari, Luigi Villoresi et Eugenio Castellotti. Seul ce dernier est présent à Francorchamps, Lancia ayant pris la décision de se retirer de la compétition après l'accident mortel de son leader le 26 mai. Castellotti a toutefois insisté pour courir en Belgique. Lancia a finalement mis une voiture et son équipe courses à la disposition du jeune pilote italien, engagé à titre privé. Caractérisée par ses réservoirs latéraux entre les roues, la D50 est une monoplace très compacte animée d'un moteur V8 développant 260 chevaux. Son poids est inférieur à 600 kg.
- Vanwall "Usine"

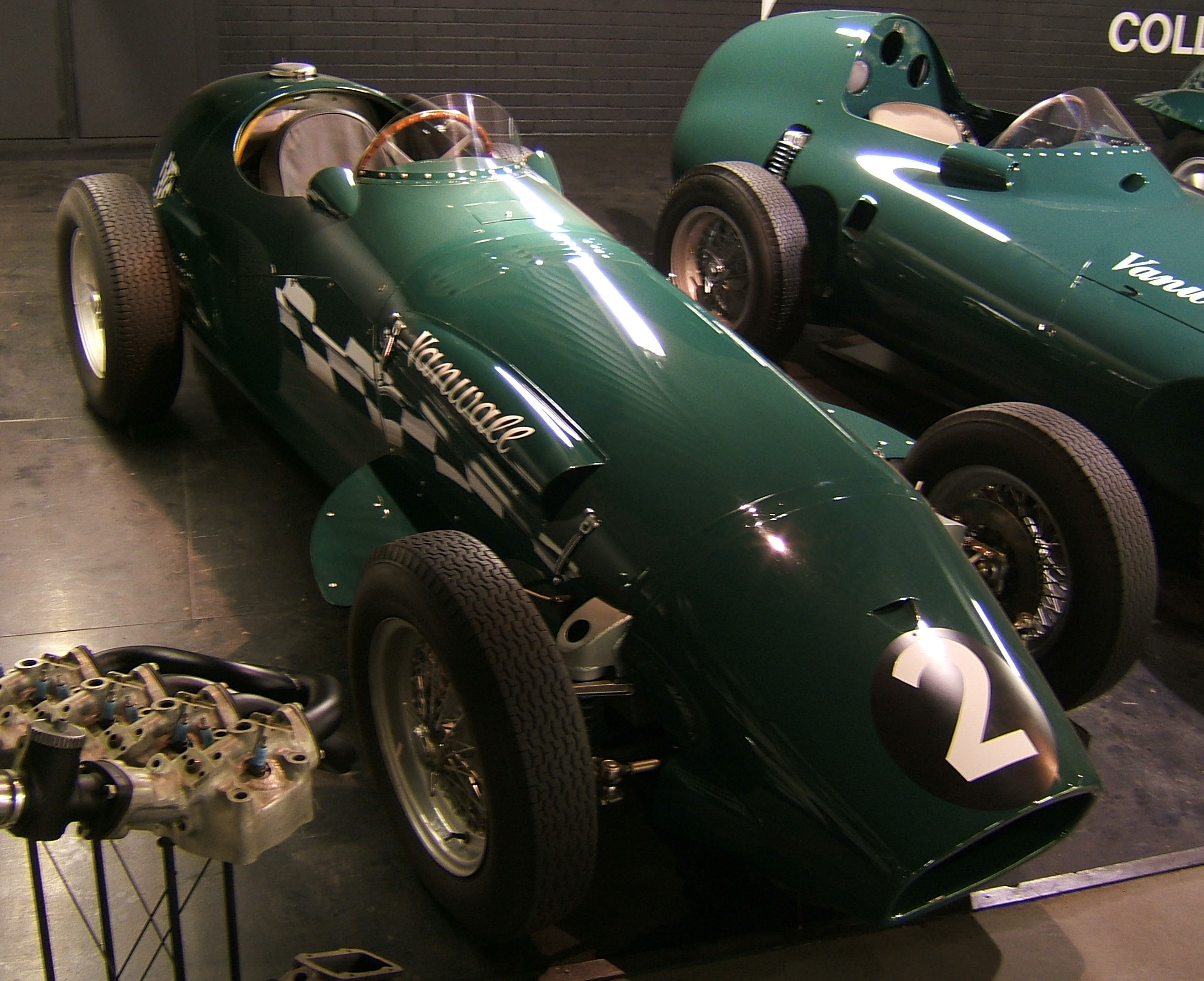
La Vanwall de 1955, équipée de quatre freins à disques

Tony Vandervell avait initialement engagé deux modèles 55 (570 kg, freins à disques, moteur quatre cylindres à injection Bosch, 250 chevaux à 7000 tr/min) pour Mike Hawthorn et Ken Wharton. Ce dernier n'est cependant pas rétabli de son accident survenu lors de l'International Trophy à Silverstone, et seul Hawthorn est présent en Belgique.
- Gordini T16 "Usine"

Amédée Gordini, qui avait engagé deux anciens modèles T16 pour Robert Manzon et Élie Bayol, a finalement déclaré forfait pour cette course.

## Coureurs inscrits
| no | Pilote                           | Écurie                    | Constructeur  | Modèle             | Moteur           | Pneumatiques |
| -- | -------------------------------- | ------------------------- | ------------- | ------------------ | ---------------- | ------------ |
| 2  | Giuseppe Farina                  | Scuderia Ferrari          | Ferrari       | Ferrari 555        | Ferrari L4       | E            |
| 4  | Harry Schell Maurice Trintignant | Scuderia Ferrari          | Ferrari       | Ferrari 555        | Ferrari L4       | E            |
| 6  | Paul Frère                       | Scuderia Ferrari          | Ferrari       | Ferrari 555        | Ferrari L4       | E            |
| 8  | Piero Taruffi                    | Scuderia Ferrari          | Ferrari       | Ferrari 555        | Ferrari L4       | E            |
| 10 | Juan Manuel Fangio               | Daimler Benz AG           | Mercedes-Benz | Mercedes-Benz W196 | Mercedes-Benz L8 | C            |
| 12 | Karl Kling                       | Daimler Benz AG           | Mercedes-Benz | Mercedes-Benz W196 | Mercedes-Benz L8 | C            |
| 14 | Stirling Moss                    | Daimler Benz AG           | Mercedes-Benz | Mercedes-Benz W196 | Mercedes-Benz L8 | C            |
| 16 | Robert Manzon                    | Équipe Gordini            | Gordini       | Gordini T16        | Gordini L6       | E            |
| 18 | Élie Bayol                       | Équipe Gordini            | Gordini       | Gordini T16        | Gordini L6       | E            |
| 20 | Jean Behra                       | Officine Alfieri Maserati | Maserati      | Maserati 250F      | Maserati L6      | P            |
| 22 | Luigi Musso                      | Officine Alfieri Maserati | Maserati      | Maserati 250F      | Maserati L6      | P            |
| 24 | Roberto Mieres                   | Officine Alfieri Maserati | Maserati      | Maserati 250F      | Maserati L6      | P            |
| 26 | Cesare Perdisa                   | Officine Alfieri Maserati | Maserati      | Maserati 250F      | Maserati L6      | P            |
| 28 | Louis Rosier                     | Écurie Rosier             | Maserati      | Maserati 250F      | Maserati L6      | P            |
| 30 | Eugenio Castellotti              | Scuderia Lancia           | Lancia        | Lancia D50         | Lancia V8        | P            |
| 32 | Luigi Villoresi                  | Scuderia Lancia           | Lancia        | Lancia D50         | Lancia V8        | P            |
| 38 | Johnny Claes                     | Stirling Moss             | Maserati      | Maserati 250F      | Maserati L6      | D            |
| 40 | Mike Hawthorn                    | GA Vandervell             | Vanwall       | Vanwall VW55       | Vanwall L4       | P            |
| 42 | Ken Wharton                      | GA Vandervell             | Vanwall       | Vanwall VW55       | Vanwall L4       | P            |

- La Ferrari n°4, initialement destinée à Harry Schell, fut finalement attribuée à Maurice Trintignant.
- La Scuderia Lancia s'étant officiellement retirée de la formule 1 après le décès d'Alberto Ascari, c'est à titre privé qu'Eugenio Castellotti s'est engagé sur la Lancia n°30, avec le soutien de l'usine[6].

## Qualifications
Les séances qualificatives se déroulent les jeudi, vendredi et samedi précédant le grand prix. Dès la première journée, on assiste à un affrontement entre les Mercedes de Juan Manuel Fangio et Stirling Moss et la Lancia d'Eugenio Castellotti. Sur ce circuit qu'il découvre, le jeune pilote italien est très motivé, tenant absolument à faire honneur à son mentor Alberto Ascari, disparu une semaine plus tôt. À la fin de la seconde journée d'essais, il parvient à réaliser un tour à près de 197 km/h de moyenne, une demi-seconde devant Fangio et plus d'une seconde devant Moss ! Cette performance va lui valoir la pole position, la session du samedi se déroulant entièrement sous la pluie. Dans ces conditions difficiles, Castellotti a confirmé sa performance de la veille, n’étant devancé que de quatre dixièmes de seconde par Fangio, le plus rapide sous la pluie, qui a bouclé un tour en 4 min 52 s 8 (173,6 km/h). Fangio et Moss s'élanceront donc aux côtés de Castellotti sur la première ligne. Les Ferrari et Maserati se sont montrées en retrait par rapport aux Mercedes et Lancia : Giuseppe Farina (Ferrari Super Squalo) est relégué à près de trois secondes de Castellotti, Jean Behra (Maserati 250F) s'étant qualifié à cinq secondes et demie de la pole position. Tous deux s'élanceront de la seconde ligne.
| Pos. | no | Pilote              | Écurie        | Temps        | Écart    |
| ---- | -- | ------------------- | ------------- | ------------ | -------- |
| 1    | 30 | Eugenio Castellotti | Lancia        | 4 min 18 s 1 |          |
| 2    | 10 | Juan Manuel Fangio  | Mercedes-Benz | 4 min 18 s 6 | + 0 s 5  |
| 3    | 14 | Stirling Moss       | Mercedes-Benz | 4 min 19 s 2 | + 1 s 1  |
| 4    | 2  | Giuseppe Farina     | Ferrari       | 4 min 20 s 9 | + 2 s 8  |
| 5    | 20 | Jean Behra          | Maserati      | 4 min 23 s 6 | + 5 s 5  |
| 6    | 12 | Karl Kling          | Mercedes-Benz | 4 min 24 s 0 | + 5 s 9  |
| 7    | 22 | Luigi Musso         | Maserati      | 4 min 26 s 4 | + 8 s 3  |
| 8    | 6  | Paul Frère          | Ferrari       | 4 min 29 s 7 | + 11 s 6 |
| 9    | 40 | Mike Hawthorn       | Vanwall       | 4 min 33 s 0 | + 14 s 9 |
| 10   | 4  | Maurice Trintignant | Ferrari       | 4 min 33 s 2 | + 15 s 1 |
| 11   | 26 | Cesare Perdisa      | Maserati      | 4 min 50 s 9 | + 32 s 8 |
| 12   | 28 | Louis Rosier        | Maserati      | 4 min 55 s 4 | + 37 s 3 |
| 13   | 24 | Roberto Mieres      | Maserati      | 5 min 09 s 0 | + 50 s 9 |

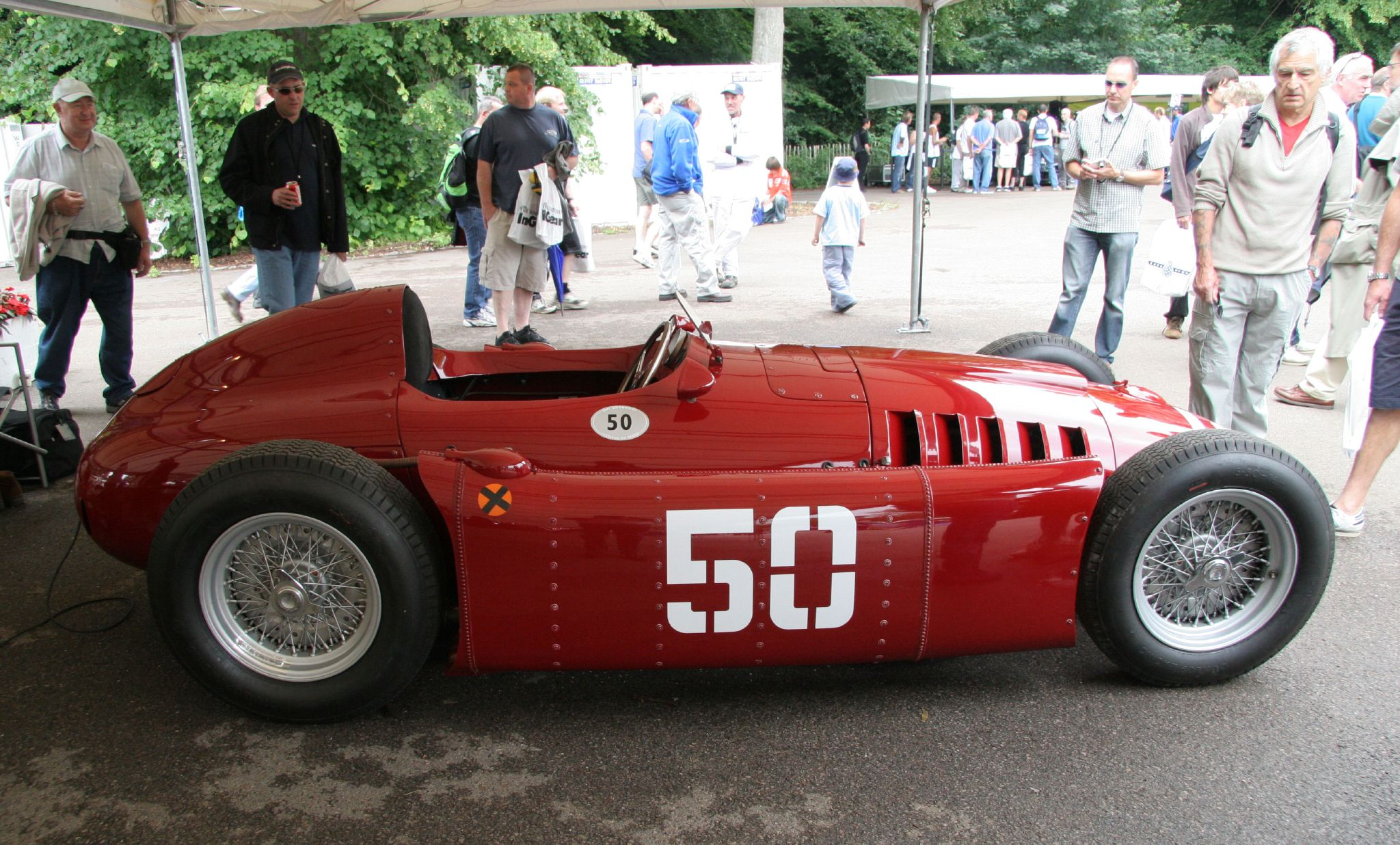
La Lancia D50 (ici lors d'une manifestation historique), a permis au jeune Italien Eugenio Castellotti de se mettre en évidence aux essais.

- Remarque : les numéros indiqués sont les numéros de course, pouvant être différents de ceux utilisés aux essais.

## Grille de départ du Grand Prix
| 1re ligne | Pos. 1                           |                               | Pos. 2                            |                                  | Pos. 3                          |
|           | Castellotti Lancia 4 min 18 s 1  |                               | Fangio Mercedes-Benz 4 min 18 s 6 |                                  | Moss Mercedes-Benz 4 min 19 s 2 |
| 2e ligne  |                                  | Pos. 4                        |                                   | Pos. 5                           |                                 |
|           |                                  | Farina Ferrari 4 min 20 s 9   |                                   | Behra Maserati 4 min 23 s 6      |                                 |
| 3e ligne  | Pos. 6                           |                               | Pos. 7                            |                                  | Pos. 8                          |
|           | Kling Mercedes-Benz 4 min 24 s 0 |                               | Musso Maserati 4 min 26 s 4       |                                  | Frère Ferrari 4 min 29 s 7      |
| 4e ligne  |                                  | Pos. 9                        |                                   | Pos. 10                          |                                 |
|           |                                  | Hawthorn Vanwall 4 min 33 s 0 |                                   | Trintignant Ferrari 4 min 33 s 2 |                                 |
| 5e ligne  | Pos. 11                          |                               | Pos. 12                           |                                  | Pos. 13                         |
|           | Perdisa Maserati 4 min 50 s 9    |                               | Rosier Maserati 4 min 55 s 4      |                                  | Mieres Maserati 5 min 09 s 0    |

## Déroulement de la course
Il fait beau et chaud au moment du départ et la piste, détrempée la veille, a complètement séché. Juan Manuel Fangio (Mercedes) est le plus prompt au départ, débordant la Lancia d'Eugenio Castellotti qui s'élançait en pole position. Au pont de l'Eau Rouge, Fangio devance Castellotti, les deux autres Mercedes de Stirling Moss et Karl Kling et la Maserati de Jean Behra. Moss déborde rapidement Castellotti et au premier passage devant les stands, les deux Mercedes de Fangio et Moss sont déjà nettement en tête, devant Castellotti. Derrière, la bataille pour la quatrième place fait rage entre Kling, Giuseppe Farina (Ferrari), Behra et Paul Frère (Ferrari), dans cet ordre. Ayant connu des problèmes au départ, Luigi Musso (Maserati) s'est élancé le dernier, mais a déjà regagné trois places. Au cours du second tour, Fangio creuse l'écart sur Moss, tandis que Farina se rapproche de Kling. Au second passage devant les stands, le vétéran italien précède le pilote allemand, et se rapproche maintenant de Castellotti. En proie à des problèmes d'allumage, Maurice Trintignant (Ferrari) s'arrête à son stand, d'où il repartira après avoir perdu quatre minutes. Après trois tours, Fangio compte déjà plus de cinq secondes d'avance sur Moss, lui-même cinq secondes devant Castellotti et Farina, roues dans roues, tandis que Kling et Behra, talonnés par Frère, se disputent la cinquième place. Bien revenu, Musso est désormais huitième. Cependant, alors qu'il termine son quatrième tour, à la sortie du virage du Clubhouse négocié à 180 km/h, Behra met deux roues dans l'herbe et perd le contrôle de sa Maserati, qui effectue un tête à queue et termine sa course dans le fossé. Heureusement indemne, le pilote français regagne son stand à pied.
Les tours suivants apportent peu de changement en tête, les deux Mercedes semblant se jouer de leurs adversaires. Au stand Maserati, on a fait stopper Roberto Mieres, qui cède sa voiture à Behra. Le pilote français repart en neuvième position, avec un tour de retard sur les leaders. Au quart de la course, Fangio compte une dizaine de secondes d'avance sur son coéquipier Moss, une quinzaine sur Castellotti et Farina toujours roues dans roues. Musso a poursuivi sa remontée, et occupe maintenant la cinquième place devant Kling et Frère. L'intérêt de la course repose désormais sur les duels entre Castellotti et Farina pour la troisième place, et entre Musso et Kling pour la cinquième. Peu avant la mi-course cependant, Castellotti ne passe plus : la boîte de vitesses de la Lancia est hors d'usage, et le jeune pilote italien doit renoncer. Farina accède à la troisième place, devant Kling qui vient de repasser Musso. À la mi-course, Musso a repris la quatrième place à Kling, mais peu après sa Maserati rencontre des problèmes d'allumage et il doit s'arrêter au stand pour remplacement des bougies, perdant plus d'un tour. Kling ne profite pas longtemps de sa position, abandonnant quelques tours plus tard à cause d'une conduite d'huile cassée, permettant à Frère d'accéder à la quatrième place.
Les positions ne vont plus évoluer jusqu'à la fin de la course, Fangio et Moss gérant leur avance sur les Ferrari de Farina et Frère, qui sont les seuls à ne pas être doublés par les deux Mercedes de tête. Fangio remporte la victoire après avoir mené de bout en bout, et reprend la tête du championnat du monde. Malgré une pression d'huile à zéro et un début de crevaison dans le dernier tour, Moss parvient à rallier l'arrivée en seconde position.

### Classements intermédiaires
Classements intermédiaires des monoplaces aux premier, troisième, cinquième, neuvième, dix-huitième et vingt-septième tours.

### Classement de la course

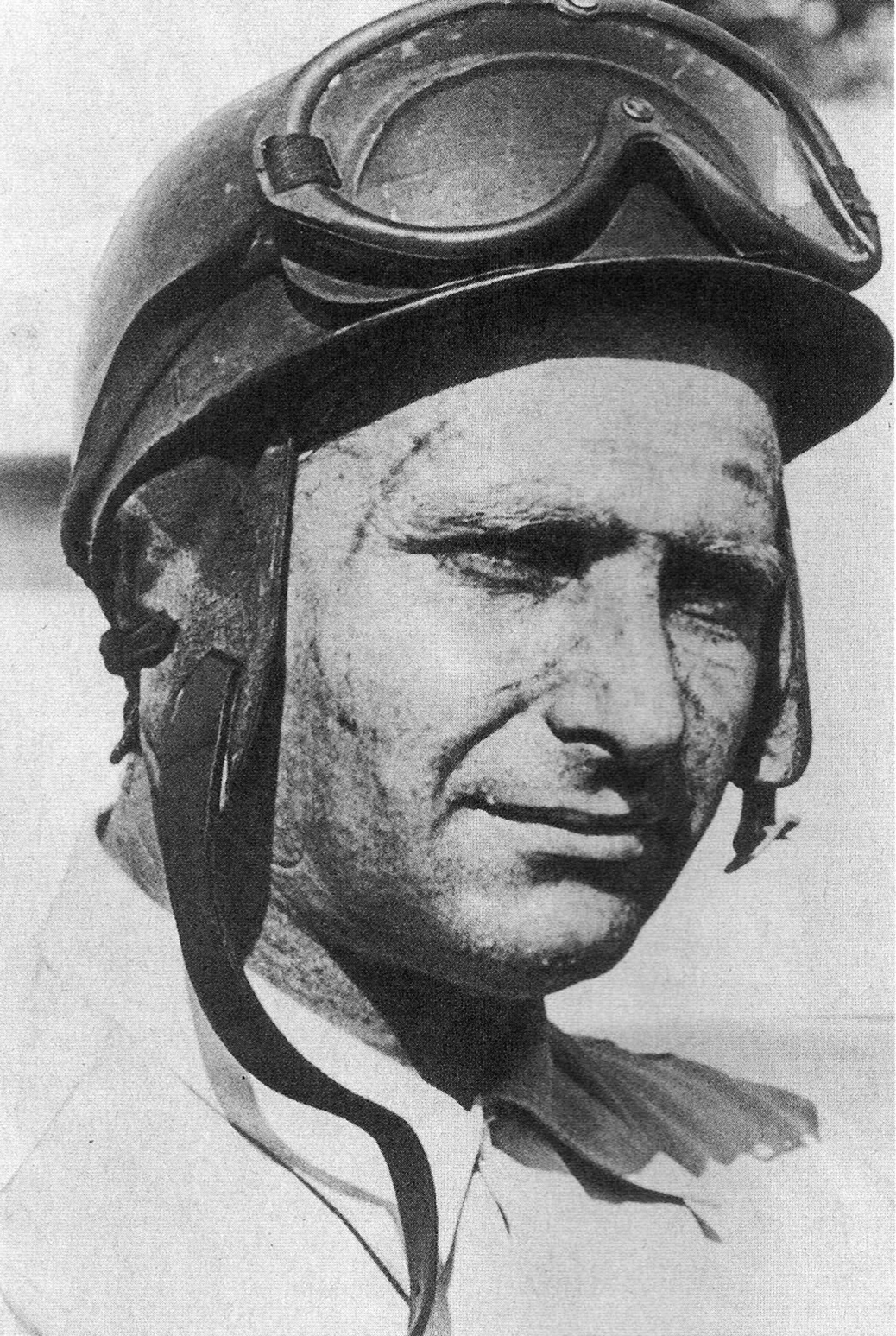
En tête de bout en bout, Fangio remporte une nouvelle victoire et reprend la tête au championnat.

| Pos  | No | Pilote                    | Écurie        | Tours | Temps/Abandon                                 | Grille | Points |
| ---- | -- | ------------------------- | ------------- | ----- | --------------------------------------------- | ------ | ------ |
| 1    | 10 | Juan Manuel Fangio        | Mercedes-Benz | 36    | 2 h 39 min 29 s 0                             | 2      | 9      |
| 2    | 14 | Stirling Moss             | Mercedes-Benz | 36    | + 8 s 1                                       | 3      | 6      |
| 3    | 2  | Giuseppe Farina           | Ferrari       | 36    | + 1 min 40 s 5                                | 4      | 4      |
| 4    | 6  | Paul Frère                | Ferrari       | 36    | + 3 min 25 s 5                                | 8      | 3      |
| 5    | 24 | Roberto Mieres Jean Behra | Maserati      | 35    | + 1 tour                                      | 13     | 1      |
| 6    | 4  | Maurice Trintignant       | Ferrari       | 35    | + 1 tour                                      | 10     |        |
| 7    | 22 | Luigi Musso               | Maserati      | 34    | + 2 tours                                     | 7      |        |
| 8    | 26 | Cesare Perdisa            | Maserati      | 33    | + 3 tours                                     | 11     |        |
| 9    | 28 | Louis Rosier              | Maserati      | 33    | + 3 tours                                     | 12     |        |
| Abd. | 12 | Karl Kling                | Mercedes-Benz | 21    | Fuite d'huile                                 | 6      |        |
| Abd. | 30 | Eugenio Castellotti       | Lancia        | 16    | Boîte de vitesses                             | 1      |        |
| Abd. | 40 | Mike Hawthorn             | Vanwall       | 8     | Boîte de vitesses                             | 9      |        |
| Abd. | 20 | Jean Behra                | Maserati      | 3     | Sortie de piste                               | 5      |        |
| Np.  | 38 | Johnny Claes              | Maserati      |       | Moteur cassé aux essais                       |        |        |
| Np.  | 8  | Piero Taruffi             | Ferrari       |       | Non partant                                   |        |        |
| Np.  | 4  | Harry Schell              | Ferrari       |       | Non partant (voiture pilotée par Trintignant) |        |        |

- Légende: Abd.=Abandon - Np.=Non partant

### Pole position et record du tour
- Pole position :  Eugenio Castellotti en 4 min 18 s 1 (vitesse moyenne : 196,947 km/h). Temps réalisé lors de la deuxième journée d'essais[10].
- Meilleur tour en course :  Juan Manuel Fangio en 4 min 20 s 6 (vitesse moyenne : 195,058 km/h) au dix-huitième tour.

### Tours en tête
- Juan Manuel Fangio : 36 tours (1-36)

## Classement général à l'issue de la course
- attribution des points : 8, 6, 4, 3, 2 respectivement aux cinq premiers de chaque épreuve et 1 point supplémentaire pour le pilote ayant accompli le meilleur tour en course (signalé par un astérisque)
- Le règlement permet aux pilotes de se relayer sur une même voiture, les points éventuellement acquis étant alors partagés. En Argentine, González, Farina et Trintignant marquent chacun deux points pour leur deuxième place, Farina, Trintignant et Maglioli marquent chacun un point un tiers pour leur troisième place, Herrmann, Kling et Moss marquent chacun un point pour leur quatrième place. Fait exceptionnel, Farina et Trintignant cumulent les points des deuxième et troisième places. À Monaco, Behra et Perdisa marquent chacun deux points pour leur troisième place. À Indianapolis, Bettenhausen et Russo marquent chacun trois points pour leur seconde place, Faulkner et Homeier chacun un point pour leur cinquième place. En Belgique, Mieres et Behra marquent chacun un point pour leur cinquième place.
- Sur onze épreuves qualificatives prévues pour le championnat du monde 1955, sept seront effectivement courues, les Grands Prix de France (programmé le 3 juillet), d'Allemagne (programmé le 31 juillet), de Suisse (programmé le 21 août) et d'Espagne (programmé le 23 octobre) ayant été annulés[10].

| Pos. | Pilote                | Écurie        | Points | ARG  | MON | 500 | BEL | NL | FRA | GBR | ALL | SUI | ITA | ESP |
| ---- | --------------------- | ------------- | ------ | ---- | --- | --- | --- | -- | --- | --- | --- | --- | --- | --- |
| 1    | Juan Manuel Fangio    | Mercedes-Benz | 19     | 9*   | 1*  | -   | 9*  |    |     |     |     |     |     |     |
| 2    | Maurice Trintignant   | Ferrari       | 11,33  | 3,33 | 8   | -   | -   |    |     |     |     |     |     |     |
| 3    | Giuseppe Farina       | Ferrari       | 10,33  | 3,33 | 3   | -   | 4   |    |     |     |     |     |     |     |
| 4    | Bob Sweikert          | Kurtis Kraft  | 8      | -    | -   | 8   | -   |    |     |     |     |     |     |     |
| 5    | Stirling Moss         | Mercedes-Benz | 7      | 1    | -   | -   | 6   |    |     |     |     |     |     |     |
| 6    | Eugenio Castellotti   | Lancia        | 6      | -    | 6   | -   | -   |    |     |     |     |     |     |     |
| 7    | Jimmy Davies          | Kurtis Kraft  | 4      | -    | -   | 4   | -   |    |     |     |     |     |     |     |
| 8    | Tony Bettenhausen     | Kurtis Kraft  | 3      | -    | -   | 3   | -   |    |     |     |     |     |     |     |
|      | Paul Russo            | Kurtis Kraft  | 3      | -    | -   | 3   | -   |    |     |     |     |     |     |     |
|      | Jean Behra            | Maserati      | 3      | -    | 2   | -   | 1   |    |     |     |     |     |     |     |
|      | Johnny Thomson        | Kuzma         | 3      | -    | -   | 3   | -   |    |     |     |     |     |     |     |
|      | Paul Frère            | Ferrari       | 3      | -    | -   | -   | 3   |    |     |     |     |     |     |     |
|      | Roberto Mieres        | Maserati      | 3      | 2    | -   | -   | 1   |    |     |     |     |     |     |     |
| 14   | José Froilán González | Ferrari       | 2      | 2    | -   | -   | -   |    |     |     |     |     |     |     |
|      | Cesare Perdisa        | Maserati      | 2      | -    | 2   | -   | -   |    |     |     |     |     |     |     |
|      | Luigi Villoresi       | Lancia        | 2      | -    | 2   | -   | -   |    |     |     |     |     |     |     |
| 17   | Umberto Maglioli      | Ferrari       | 1,33   | 1,33 | -   | -   | -   |    |     |     |     |     |     |     |
| 18   | Hans Herrmann         | Mercedes-Benz | 1      | 1    | -   | -   | -   |    |     |     |     |     |     |     |
|      | Karl Kling            | Mercedes-Benz | 1      | 1    | -   | -   | -   |    |     |     |     |     |     |     |
|      | Walt Faulkner         | Kurtis Kraft  | 1      | -    | -   | 1   | -   |    |     |     |     |     |     |     |
|      | Bill Homeier          | Kurtis Kraft  | 1      | -    | -   | 1   | -   |    |     |     |     |     |     |     |
|      | Bill Vukovich         | Kurtis Kraft  | 1      | -    | -   | 1*  | -   |    |     |     |     |     |     |     |

## À noter
- 15e victoire en championnat du monde pour Juan Manuel Fangio.
- 6e victoire en championnat du monde pour Mercedes en tant que constructeur.
- 6e victoire en championnat du monde pour Mercedes en tant que motoriste.
- Harry Schell, bien que qualifié ne prend pas le départ, ayant cédé sa voiture à son équipier Maurice Trintignant.
- 4e et dernier Grand Prix de championnat du monde pour l'écurie Scuderia Lancia qui se retire de la Formule 1 après l'accident mortel d'Alberto Ascari survenu le 26 mai à Monza et la faillite de la firme Lancia. Eugenio Castellotti pilote une Lancia D50 semi-privée.

- Voiture copilotée : n° 24 : Roberto Mieres (10 tours) et Jean Behra (25 tours). Ils se partagent les 2 points de la 5e place.